# Ethefon
Ethefon of 2-chloorethaanfosfonzuur is een economisch belangrijke plantengroeiregelaar. De stof komt in zuivere toestand voor als een wit kristallijn poeder; het technische product is een heldere lichtbruine vloeistof. Ethefon is goed oplosbaar in water.
Ethefon wordt door verschillende producenten verkocht, onder meer door Bayer, Certis, Agrichim, ADAMA en Belchim. Handelsnamen zijn onder andere Arvest, Cerafon, Cerone, Ethepro, Ethrel en Prep.

## Eigenschappen en toepassingen
Ethefon bevordert de vruchtrijping en wordt op onder meer tomaten, paprika's, appels en kersen verspoten om een uniforme en versnelde rijping te bevorderen. In de planten wordt het gemetaboliseerd tot etheen, dat een plantenhormoon is. Bij graangewassen reduceert ethefon de stengelgroei waardoor ze minder snel legeren (gaan platliggen door regen of wind).
In de Verenigde Staten wordt het ook gebruikt om katoenbollen en tabaksbladeren uniform te laten rijpen. Men gebruikt ethefon ook om rubberbomen langer latex te laten produceren.
Ethefon is een organisch zuur en daarom dient bij het verspuiten de pH van de spuitoplossing te worden verhoogd met bijvoorbeeld kalium- of natriumbicarbonaat.

## Giftigheid
Ethefon is giftig bij een te hoge concentratie ethefon als residu op het op de voedingsmiddelenmarkt aangeboden product, en daarmee gevaarlijk voor de gezondheid kan zijn.

## Regelgeving
De Europese Commissie heeft ethefon opgenomen in de positieve lijst van gewasbeschermingsmiddelen die in de lidstaten van de Europese Unie kunnen erkend worden.